# Sint-Margaritakerk (Lier)
De Sint-Margaritakerk, in de volksmond ook wel 'Begijnhofkerk' genoemd, is een kerk in de Belgische stad Lier, provincie Antwerpen. Ze maakt deel uit van het Liers begijnhof.
De kerk staat op de lijst van het UNESCO werelderfgoed.
De driebeukige Sint-Margaritakerk is gewijd aan Margaretha van Antiochië, tevens patrones van het Liers begijnhof. De bouw van de kerk ving aan in 1664 en heeft meer dan 100 jaar geduurd, omdat de begijnen de kerk zelf financierden. Deze lange bouwduur is zichtbaar aan de voorgevel. De kerk heeft een barokgevel uit de 17e eeuw, waarboven in de 18e eeuw dan volutes en een lantaarn zijn geplaatst. Het interieur is barok, en de klokkentoren rococo. In 1671 werd het eerste deel van de kerk ingewijd. Over het begijnhof zijn her en der staties van de Kruisweg verspreid.
Het altaarstuk Verschijning van de gekruisigde Christus voor de Heilige Begga is van de hand van Jan Erasmus Quellinus. Ook van diens familielid Artus Quellinus de Jonge bevinden er zich beeldhouwwerken in deze kerk. Het hoofdaltaar zelf is een ontwerp van Pieter Scheemaeckers.
Een van de opvallende elementen in het kerkinterieur is het imposante orgel, geplaatst op een prachtig doksaal.
De orgelkast is van de hand van Martinus Donckaerts (contract d.d. 07/08/1719), het eigenlijke orgel werd gebouwd door Jean-Baptiste Forceville in 1723.
De hoofdwerkkast vertoont een voor Forceville typische breedtewerking, met een verdeling over niet minder dan 9 vlakken en torens. In de kastvoet is ruimte voor een positief met beperkte bezetting.
Terwijl de grote hoofdwerkkast net achter de balustrade opgesteld staat, is toch een positieffront in de balustrade ingewerkt. Opvallend is de rijke ornamentiek en de talrijke beelden op de kast: op de centrale toren bevindt zich bovendien een wijzerplaat waarvan het mechanisme aangesloten is aan het uurwerk dat zich boven de gewelven bevindt.
In 1797 werd het orgel gedemonteerd en in veiligheid gebracht ter bescherming tegen de troebelen ten tijde van de Franse republiek.
In 1802 werd het orgel opnieuw in de kerk opgebouwd door Van Overbeeck: nadien zal het meerdere jaren worden onderhouden door Th. Smet.
Een ingrijpende transformatie werd uitgevoerd door de firma Stevens-Vermeersch uit Duffel: in 1900 worden nieuwe pneumatische windladen geplaatst en in 1907 volgt een opstelling van een vrijstaande speeltafel.
De positieflade verdween uit de kastvoet en er werd een zwelwerk opgesteld achter de bestaande orgelkast. Eén en ander leidde ook tot beschadiging en verzwakking van deze kast.
Sedert meerdere tientallen jaren is het orgel onbespeelbaar: thans wacht de kerkfabriek op de toezegging van de restauratiepremie, zodat dit unieke instrument opnieuw zal kunnen weerklinken.